# Vons
Vons (antiguamente Von's) es una cadena de supermercados estadounidense del sur de California, con locales también en Las Vegas, Nevada, y sus alrededores. Vons es una división de los supermercados Safeway, pero sus oficinas centrales aún se encuentran en Arcadia, condado de Los Ángeles, California.

## Historia

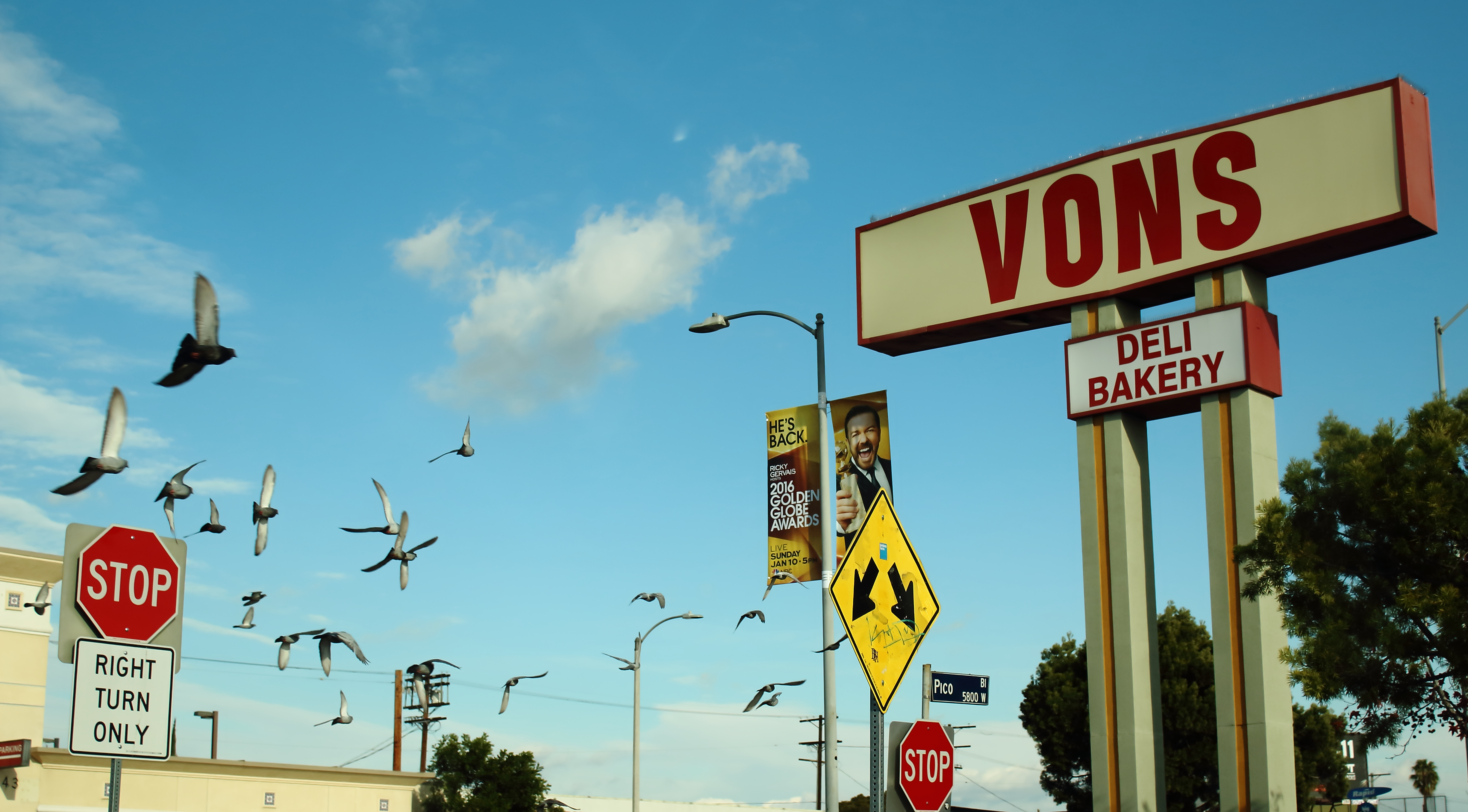
Aves en Vons.

Charles Von der Ahe abrió una tienda de formato Cash and carry nombrada Von's Groceteria en el centro de Los Ángeles, California, en 1906. El negocio creció a 87 tiendas en 1928, cuando vendió la operación a McMarr Stores (la cual había adquirido la cadena Safeway, de Marion Barton Skaggs, en 1930). En 1932 sus hijos Ted y Wilfred re-ingresaron al negocio, fundado la cadena Von's Grocery Company.
En 1948, Von's abrió una tienda pionera que ofrecía el sistema de autoservicio en la carne, cecinas, y quesos. En 1958, la cadena dobló su presencia, llegando a 27 locales, convirtiéndose en la tercera cadena de supermercados más grande del área del Gran Los Ángeles. En 1960, Von's adquirió la sexta cadena más grande de supermercados del sur de California, Shopping Bag Food Stores (fundada en 1930), una fusión que fue investigada por la Comisión Federal de Comercio. En 1966 la Corte Suprema de los Estados Unidos presentó una querella contra Von's Grocery Co., forzando a la compañía a deshacerse de la cadena Shopping Bag Food Stores. La familia Von der Ahe vendió la cadena a Household Finance Corporation (actual HSBC Finance) en 1969.

### Años 80 y 90
En 1984, Vons fue nombrado el supermercado oficial de los Juegos Olímpicos de Los Ángeles 1984.
En 1985, Bill Dávila fue nombrado CEO de Vons, siendo el primer mexicano en ser CEO de una cadena estadounidense de supermercados. Antes de este nombramiento, Dávila trabajó por 37 años en Vons antes de convertirse en CEO. Él abrió la sub-cadena Tianguis, atrayendo a los consumidores hispanos, y fue bien recibido como el vocero en televisión de la compañía, participando en comerciales tanto en inglés como en español durante su administración.
En 1986 Household se deshizo de Vons Companies. Para recapitalizarse por sí misma, Vons se fusionó con la cadena Allied Supermarkets (con sede en Detroit) y vendió sus locales ubicados fuera de California. Vons ingresó a la Bolsa de Nueva York en 1987.
También en 1986, Vons introdujo Pavilions, un concepto de "tienda combinada" en el cual se ofrecen productos de mayor categoría, tales como medicamentos y otros productos y servicios no alimenticios.
Safeway se retiró del sur del California y el sur de Nevada en 1988, vendiendo la mayoría de sus tiendas a Vons a cambio de una participación en la propiedad. En abril de 1997, Safeway ejerció su opción de adquirir el control de la compañía, y Vons operaría como subsidiaria. La mayoría de las marcas de Safeway y campañas de publicidad son utilizadas en las tiendas Vons.
En el año 2015, la empresa Albertsons Companies, Inc. es la nueva compañía matriz de Vons
En el año 2024, Vons anuncío cierre de 40 tiendas en el sur de California por la posible fusión on Kroger.
La Biblioteca Charles Von der Ahe es la principal biblioteca de la Universidad de Loyola Marymount. Su construcción fue posible en 1957 gracias a un aporte de Von's Foundation. Will Von der Ahe fue un alumno de la Universidad de Loyola en Los Ángeles, predecesora de la actual Universidad de Loyola Marymount.